# چسترگ (صربستان)
چسترگ (به صربی: Čestereg) یک روستا در صربستان است که در Žitište Municipality واقع شده‌است. چسترگ ۱٬۳۹۱ نفر جمعیت دارد و ۸۳ متر بالاتر از سطح دریا واقع شده‌است.